# Gärdetjärnen, Ångermanland
Gärdetjärnen är en sjö i Kramfors kommun i Ångermanland och ingår i Nätraån-Ångermanälvens kustområde.